# Stazione di Vairano-Caianello
La stazione di Vairano-Caianello è una stazione ferroviaria posta al capolinea della ferrovia Vairano-Isernia e sulla Roma-Cassino-Napoli. La stazione si trova nella frazione Vairano Scalo nel comune di Vairano Patenora distante circa 4 km.
La gestione degli impianti è affidata a Rete Ferroviaria Italiana (RFI), controllata del gruppo Ferrovie dello Stato.

## Storia
La stazione venne aperta il 14 ottobre 1861 con l'attivazione del tratto Capua - Tora sulla ferrovia Roma-Cassino-Napoli.
Il 20 maggio del 1886 la stazione venne raggiunta dalla linea per Isernia divenendo una più rilevante stazione di diramazione e contribuendo allo sviluppo della frazione Vairano Scalo.
Nel secondo dopoguerra, era attivo anche un raccordo ferroviario, ora non più esistente, che collegava la stazione alla vicina cava di Pizzomonte, incrociandosi con la strada statale 6 Via Casilina.
Nel 2001 con l'apertura del tratto Venafro - Rocca d'Evandro la stazione di Vairano perse un po' di importanza in quanto i treni diretti fra Roma ed il Molise non transitavano e non facevano più regresso in questa stazione.

## Struttura ed impianti
Il fabbricato viaggiatori non è più quello originale andato distrutto nel tempo forse a causa di eventi bellici. Il nuovo fabbricato è una struttura in muratura, su due livelli di cui solo il piano terra è accessibile ai viaggiatori.
Dal fabbricato principale si diramano simmetricamente due altri corpi ad un solo piano anch'essi in muratura.
Accanto al fabbricato viaggiatori è presente un'altra struttura in muratura a due piani che ospita gli uffici tecnici di RFI.
Sul lato opposto della stazione era presente uno scalo merci con annesso magazzino: negli anni 2000 lo scalo è stato smantellato mentre il magazzino riversa in buone condizioni, pur essendo abbandonato. L'architettura di questo fabbricato è molto simile a quella degli altri magazzini delle stazioni ferroviarie italiane.
Il piazzale si compone di cinque binari più un tronchino. Nel dettaglio:
- Binario tronco: viene normalmente usato per il ricovero dei macchinari addetti alla manutenzione della linea.
- Binario 1: è un binario di corretto tracciato della linea Vairano-Isernia.
- Binario 2: è un binario di corretto tracciato della linea Roma-Cassino-Napoli.
- Binario 3: è un binario di corretto tracciato della linea Roma-Cassino-Napoli.
- Binario 4: è un binario di tracciato deviato della linea Roma-Cassino-Napoli.
- Binario 5: è un binario di tracciato deviato della linea Roma-Cassino-Napoli.

Tutti i binari sono serviti da banchina e i binari 1-2-3 sono collegati fra loro da un sottopassaggio. Le banchine sono protette da alcune pensiline in ferro battuto sotto le quali è possibile trovare alcune panchine e monitor che visualizzano gli arrivi e le partenze dei treni.
La stazione è presenziata da personale ferroviario essendo una stazione di diramazione.
Nell'area dell'ex scalo merci è presente una BTS del servizio GSM-R di RFI.

## Movimento

### Passeggeri
Il servizio passeggeri è svolto in esclusiva da parte di Trenitalia (controllata del gruppo Ferrovie dello Stato) per conto della Regione Campania.
I treni sono prevalentemente di tipo regionale, ad eccezione di una coppia di InterCity diretti a Bari e a Roma.
In totale sono circa settanta i treni che effettuano servizio in questa stazione e le loro principali destinazioni sono: Cassino, Napoli Centrale, Roma Termini, Venafro e Caserta.
Nel 2007, il traffico giornaliero medio nella stazione ammontava a 750 unità.

## Servizi
- Biglietteria a sportello: aperta dal lunedì al venerdì[2]
- Sottopassaggio
- Sala di attesa
- Bar
- Edicola
- Servizi igienici